# Кьяверано
Кьяверано (итал. Chiaverano) — коммуна в Италии, располагается в регионе Пьемонт, в провинции Турин.
Население составляет 2198 человек (2008 г.), плотность населения составляет 200 чел./км². Занимает площадь 11 км². Почтовый индекс — 10010. Телефонный код — 0125.
Покровительницей коммуны почитается святая Феодора, празднование 11 сентября.

## Демография
Динамика населения:

## Администрация коммуны
- Официальный сайт: https://web.archive.org/web/20081025054919/http://www.comune.chiaverano.to.it/default.asp

## Города-побратимы
- Ман (Франция)